# Francesco Uguagliati
Francesco Uguagliati (Padova, 23 settembre 1955) è un allenatore di atletica leggera e dirigente sportivo italiano, direttore tecnico della nazionale italiana di atletica leggera dal 2009 al 2012.
Laureato in scienze motorie, docente presso l'Università di Padova e l'Università degli Studi di Verona. Prima di ricoprire il ruolo di DT, è stato responsabile del settore velocità, quindi del settore giovanile.
Ha allenato, tra gli altri, Manuela Levorato.